# شیلا سبت
شیلا سبت (عربی: شيلاء سبت؛ زادهٔ ۱۹ اوت ۱۹۸۹) هنرپیشه، و مدل (شخص) هندی تبار اهل بحرین است. او در سال ۲۰۱۰ به عنوان بهترین مدل بحرین شناخته شد.